# Гоце Делчев (село)
Вижте пояснителната страница за други значения на Гоце Делчев.
Гоце Делчев, известно и като Скопско поле (на македонска литературна норма: Гоце Делчев), е село в Северна Македония, на практика квартал на столицата Скопие. Гоце Делчев е част от община Гази Баба и е разположено в Скопската котловина на левия бряг на Вардар.
Според преброяването от 2002 година Гоце Делчев има 1405 жители.
| Националност     | Всичко |
| северномакедонци | 1291   |
| албанци          | 62     |
| турци            | 8      |
| роми             | 14     |
| власи            | 3      |
| сърби            | 20     |
| бошняци          | 0      |
| други            | 7      |